# 2011年9月英國

## 9月30日
- 歐盟委員會批評，英國以外的歐盟成員國國民如要享用英國的社會福利，就先要通過英政府審查的政策，涉嫌偏袒英國公民和歧視其他歐盟成員國國民。委員會警告英政府如不修訂政策，會考慮入稟歐盟法院。英政府方面反駁，如果撤銷審查，英國的福利開支勢必上升超過20億英鎊，而且有可能吸引更多人前往英國領取社會福利。BBC （页面存档备份，存于）
- 倫敦西部一名18歲女子，抱著其11個月大的嬰兒在街上與兩名女友人聊天的時候，被一名騎單車的男子當街開槍射擊，該男子事後與三名同黨騎單車逃離現場，被槍傷的三名女子則被送院搶救，三人無生命危險。警方現正追尋兇徒下落。BBC （页面存档备份，存于）

## 9月29日
- 皇家外科醫學院發表報告，批評在公立醫院接受非心臟科緊急手術的病人，往往得到不適切和及時的治療，部份醫院醫療設備落後，使部份病人的病情未被及時發現。報告又指部份病人接受手術後，也得不到應有的照顧。BBC （页面存档备份，存于）
- 在利物浦舉辦的工黨周年黨大會，支持由部份主要工會提出的建議，要求工黨出手阻止英國航太系統裁減3,000名員工的計劃。有研究組織估計，英國航太系統還有機會進一步裁減多5,700人。BBC （页面存档备份，存于）

## 9月28日
- 高等法院裁定一名陷入「微意識狀態」已八年半的52歲女病人，不可由家人和醫生拔除維生儀器以結束生命，外界認為今次案例起重要的參考作用。「微意識狀態」是近乎陷入「植物人」的狀態。由1993年至今，英國一共有43名病人因陷入「長期植物人狀態」而獲法庭准許拔除維生儀器。BBC （页面存档备份，存于）
- 財政部發言人表示英國反對歐盟委員會提出向歐盟成員國的金融機構開徵金融交易徵稅的建議，認為如果開徵新稅，就應該適用於全球的金融機構。歐盟估計新稅可以每年帶來570億歐元收益，但有倫敦市官員估計，當中百分之80的稅收會來自倫敦，擔心會危及倫敦作為國際金融中心的地位。

## 9月27日
- 工黨黨魁文立彬在工黨周年黨大會上致辭，表示由英揆大衛·卡梅倫所代表的舊制度已經不合時宜，他承諾會改變英國社會，抗衡商界「搵快錢」的文化。BBC （页面存档备份，存于）
- 同樣在利物浦參與工黨周年黨大會的影子內政大臣顧綺慧，構想設立獨立委員會檢討英格蘭及威爾斯地區的警務政策，她批評目前聯合政府嘗試對各地警隊展開的改革「治標不治本」。BBC （页面存档备份，存于）

## 9月26日
- 正在利物浦召開的工黨周年黨大會通過廢除沿用多年以選舉產生影子內閣閣員的做法，讓黨魁可以自行提名影子內閣閣員。一直爭取廢除影子內閣選舉的黨魁文立彬認為此舉可讓工黨專心黨務，避免黨內各派系因為爭奪支持而造成的內耗。前副首相彭仕國勳爵則建議文立彬應該趁機會改組自己的影子內閣。BBC （页面存档备份，存于）、BBC （页面存档备份，存于）
- 英國總商會呼籲聯合政府在推行緊縮開支政策的同時也要促進經濟增長，該會建議僱主向國民保險的供款應該下調百分之1，向高收入人士徵收的百分之50薪俸稅也應該取消。該會警告，如果經濟到2012年也沒有起色，政府就有需要削減醫療衛生和用於海外的經費。BBC （页面存档备份，存于）

## 9月25日
- 工黨黨魁文立彬在利物浦接受BBC訪問，他表示如果工黨現在就上台執政，會把大學學費上限由目前的9,000英鎊減三份一至6,000英鎊，少收的學費會透過向年薪超過65,000英鎊的大學畢業生徵收較高的學生貸款利率彌補。不過文立彬拒絕承諾把建議納入下屆國會大選的政綱。而影子商務大臣鄧俊安在另一場合則表示，工黨長遠目標仍然以開徵畢業生稅為主。現屆聯合內閣在去年把大學學費上限由原來的3,000英鎊大幅上調三倍，由於當時工黨反對建議，因此有輿論批評文立彬未能維持去年反對大學學費有任何增加的立場。BBC（页面存档备份，存于）
- 皇家護理學院認為醫院應該延長病人家屬的探病時間，以參與更多照顧病人的工作，不過病人組織則批評有關說法，認為如果院方人手不足，就應該增聘更多護士。BBC （页面存档备份，存于）

## 9月24日
- 工黨黨魁文立彬抵達利物浦準備出席周年黨大會，他在會場外向一群工黨代表發表講話，表示「工黨已經重臨，並且是代表英國廣大辛勤的勞工家庭的政黨」，他強調未來數天會重點關注經濟議題。BBC （页面存档备份，存于）
- 正在利物浦的工黨影子內政大臣顧綺慧認為，政府有必要立法把跟蹤行為列作刑事罪行，以防範有關滋擾行為升級成為嚴重罪行。目前英格蘭及威爾斯只有涉及騷擾行為的法例，並沒有特別針對跟蹤行為立法。蘇格蘭地區在2010年率先立法把跟蹤行為刑事法，法例生效後首六個月，錄得超過130人被檢控的紀錄。BBC （页面存档备份，存于）

## 9月23日
- 工黨即將在利物浦舉行一年一度的周年黨大會，預料會有超過11,000名黨員代表出席。外界相信今年大會主題會環繞經濟議題，以及就黨魁選舉辦法的修訂舉行投票。BBC （页面存档备份，存于）
- 英揆大衛·卡梅倫由美國轉抵加拿大，在渥太華向該國國會發表演說。他承認在當情形勢下，環球經濟從衰退中復甦的路程崎嶇難行，他又警告歐元區國家要採取迅速行動解決歐債危機。BBC （页面存档备份，存于）

## 9月22日
- 國防部證實聯合政府正考慮向1972年血腥星期日的死傷者家屬賠償，目前未知實際賠償金額和賠償對象，但至少已有一名死者的家屬拒絕賠償。血腥星期日在1972年1月30日發生，當日英軍傘兵奉命開槍鎮壓在北愛爾蘭德里舉行和平遊行的民權份子，造成13人當場死亡和多人受傷。BBC （页面存档备份，存于）
- 英揆大衛·卡梅倫展開對美國的訪問，日內將於紐約向聯合國發表演說。較早時候，他與美國總統奧巴馬舉行會談，對方稱頌雙方擁有「極佳的友誼」，而卡梅倫則表示「迫切」希望中東和平進程能進一步邁進。在聯合國安理會擁有否決權的美國已經表態反對巴勒斯坦申請加入聯合國，英國方面則尚未表態。BBC （页面存档备份，存于）

## 9月21日
- 身在伯明翰的副首相尼克·克萊格向自由民主黨周年大會發表演說，他警告英國經濟復甦之路將會「漫長而艱辛」，但他堅持聯合政府在緊縮公共開支的政策上不會走回頭路。BBC （页面存档备份，存于）
- 蘇格蘭財政司約翰·斯溫尼向蘇格蘭議會發表用度檢討，提出的主要措施包括凍結地方議會稅五年、公營界別員工凍薪一年、另外宣佈向銷售酒精和煙草產品的大型零售商開徵新的「零售商稅」。BBC （页面存档备份，存于）

## 9月20日
- 下議院公共帳目委員會批評政府合併英格蘭各消防救護指揮中心的計劃「完全失敗」，且浪費4.69億英鎊公帑。有關計劃由前工黨貝理雅政府於2004年提出，目標是關閉英格蘭46個地方消防救護指揮中心，改為設立九個區域性的大型消防救護指揮中心，以避免資源重疊和更有效地統一處理緊急求助電話。不過，有關計劃一直遲遲未能落實，現屆聯合政府更於2010年12月宣佈放棄計劃。BBC （页面存档备份，存于）
- 國際貨幣基金會大幅調低英國的經濟增長預測，2011年全年經濟增長預測由6月的百分之1.5調低至1.1，而2012年的經濟展望增長預測更由百分之2.3降至1.6。基金會警告環球經濟現已進入「新的危險階段」，而外相夏偉林則回應指，英國「有能力和決心」應對其財赤問題。BBC （页面存档备份，存于）

## 9月19日
- 由印度塔塔汽車擁有的積架宣佈將會投資3.55億英鎊在伍爾弗漢普頓開設廠房，預計會開創750個高技術工程及製造職位，政府和工會均表示歡迎。BBC （页面存档备份，存于）
- 正在伯明翰出席自由民主黨周年大會的商務大臣祈維信博士發表演說，認為大企業有必要提高高層人員薪酬的透明度，他表示業績倒退的企業不應向高層發放鉅額花紅，並批評目前部份企業高層的花紅金額急升，與企業本身的實際股值脫勾。BBC （页面存档备份，存于）

## 9月18日
- 自民黨籍財政部首席秘書艾德禮表示，政府將會增聘2,000名稅務督察，負責打擊國內高收入人士逃稅和暪稅的情況，確保國內最高收入的35萬名人士準確繳稅。他估計新措施到2015年可為英國追回70億稅款。BBC （页面存档备份，存于）
- 正在伯明翰出席自由民主黨周年大會的副首相尼克·克萊格接受BBC訪問，否認自己在國會會期屆滿後辭職的傳言。對於《每日郵報》報導他與妻子協議好在今屆會期完結後辭職，他表示是「一派胡言」。BBC （页面存档备份，存于）

## 9月17日
- 自由民主黨在伯明翰舉行為期五天的周年大會，該黨黨魁兼現任副首相尼克·克萊格表示，他不同意現時取消向每年收入15萬英鎊以上人士徵收百分之50薪俸稅的措施，擔心建議有可能「摧毀」公眾對聯合政府的支持。有關措施由前工黨白高敦政府引入，但現任財相歐思邦較早時重申高稅率政策只屬臨時措施，又表示政府正估算該措施為政府帶來的稅收收益。BBC （页面存档备份，存于）
- 威爾斯大臣紀卓琳宣佈責成南威爾斯警務處和衛生安全局調查早前斯旺西地底礦洞，四名礦工遭淹死的礦難。BBC （页面存档备份，存于）

## 9月16日
- 財相歐思邦在一個公開場合致詞時表示，歐元的成功高度符合英國的利益，目前歐元區領袖有必要在短時間內採取行動，避免歐入陷入危機。他強調，一旦歐元陷入危機，採用英鎊的英國將不能「獨善其身」。BBC （页面存档备份，存于）
- 威爾斯斯旺西市郊一個地下礦洞發生水浸事故，四名礦工遇難，另外三名礦工及時逃出。BBC （页面存档备份，存于）

## 9月15日
- 英揆大衛·卡梅倫聯袂法國總統薩爾科齊到訪利比亞首都的黎波里，與該國全國過渡委員會領袖會面，他們隨後將轉到班加西發表演說。兩人是卡達菲政權倒台以來，首批到訪的西方國家元首。BBC （页面存档备份，存于）
- 英政府決定杯葛參與聯合國在美國紐約舉辦紀念反對種族主義世界會議召開十周年的活動，英揆大衛·卡梅倫表示，上一次反對種族主義世界會議在2001年於南非德班召開時，被部份國家借機宣示反閃族主義和仇視錫安主義的訊息，他認為聯合國不應舉辦活動紀念活議，更應對會議加以譴責。BBC （页面存档备份，存于）

## 9月14日
- 政府最新數字顯示，2011年第二季失業人數大幅增加80,000人，總失業人數升至251萬人，最新失業率為百分之7.9。BBC （页面存档备份，存于）
- 四個代表公務員和公營機構員工的主要工會趁一年一度的工會大會召開會議，計劃準備就本年11月舉行全國大規模罷工舉行投票。工會方面批評政府計劃修改退休金制度，要僱員提高供款比率，呼籲工會會員「要為自己的生活作戰」。政府回應指，大規模罷工會引起公眾「憤怒」。BBC （页面存档备份，存于）

| 依月份排列新聞動態 |
| \| - 2014年英國：1月 - 2月 - 3月 - 4月 - 5月 - 6月 - 7月 - 8月 - 9月 - 10月 - 11月 - 12月 - 2013年英國：1月 - 2月 - 3月 - 4月 - 5月 - 6月 - 7月 - 8月 - 9月 - 10月 - 11月 - 12月 - 2012年英國：1月 - 2月 - 3月 - 4月 - 5月 - 6月 - 7月 - 8月 - 9月 - 10月 - 11月 - 12月 - 2011年英國：1月 - 2月 - 3月 - 4月 - 5月 - 6月 - 7月 - 8月 - 9月 - 10月 - 11月 - 12月 - 2010年英國：1月 - 2月 - 3月 - 4月 - 5月 - 6月 - 7月 - 8月 - 9月 - 10月 - 11月 - 12月 - 2009年英國：1月 - 2月 - 3月 - 4月 - 5月 - 6月 - 7月 - 8月 - 9月 - 10月 - 11月 - 12月 - 2008年英國：1月 - 2月 - 3月 - 4月 - 5月 - 6月 - 7月 - 8月 - 9月 - 10月 - 11月 - 12月 檢閱 \| |
| - 2014年英國：1月 - 2月 - 3月 - 4月 - 5月 - 6月 - 7月 - 8月 - 9月 - 10月 - 11月 - 12月 - 2013年英國：1月 - 2月 - 3月 - 4月 - 5月 - 6月 - 7月 - 8月 - 9月 - 10月 - 11月 - 12月 - 2012年英國：1月 - 2月 - 3月 - 4月 - 5月 - 6月 - 7月 - 8月 - 9月 - 10月 - 11月 - 12月 - 2011年英國：1月 - 2月 - 3月 - 4月 - 5月 - 6月 - 7月 - 8月 - 9月 - 10月 - 11月 - 12月 - 2010年英國：1月 - 2月 - 3月 - 4月 - 5月 - 6月 - 7月 - 8月 - 9月 - 10月 - 11月 - 12月 - 2009年英國：1月 - 2月 - 3月 - 4月 - 5月 - 6月 - 7月 - 8月 - 9月 - 10月 - 11月 - 12月 - 2008年英國：1月 - 2月 - 3月 - 4月 - 5月 - 6月 - 7月 - 8月 - 9月 - 10月 - 11月 - 12月 檢閱       |